# Guguak Viii Koto
Guguak Viii Koto is een bestuurslaag in het regentschap Lima Puluh Kota van de provincie West-Sumatra, Indonesië. Guguak Viii Koto telt 12.886 inwoners (volkstelling 2010).